# Colchicum graecum
Colchicum graecum är en tidlöseväxtart som beskrevs av Karin Persson. Colchicum graecum ingår i släktet tidlösor, och familjen tidlöseväxter.
Artens utbredningsområde är Grekland. Inga underarter finns listade i Catalogue of Life.